# Le Seigneur des anneaux : La Bataille pour la Terre du Milieu II - L'Avènement du Roi-Sorcier
Le Seigneur des anneaux : La Bataille pour la Terre du Milieu II - L'Avènement du Roi-Sorcier est une extension du jeu de stratégie en temps réel le Seigneur des Anneaux : La Bataille pour la Terre du Milieu II, d'Electronic Arts. Annoncée pendant le San Diego Comic-Con de 2006, elle a été éditée en 2006 pour Windows.
Près de mille ans de paix ont suivi la guerre de la Dernière Alliance des Elfes et des Hommes, mais le mal s'est réveillé en Terre du Milieu. Le Roi-Sorcier mène la charge, levant une armée en terre d'Angmar et luttant pendant cinq cents ans contre le royaume d'Arnor. L'Avènement du Roi-Sorcier relate l'accession au pouvoir du Roi-Sorcier et l'invasion du grand royaume d'Arnor par l'Angmar.

## Campagne
La campagne suit la construction du royaume d'Angmar, au nord-est de l'Eriador, et son expansion sur les terres de l'ancien royaume d'Arnor. Le joueur y découvre les vassaux du Roi sorcier d'Angmar, le Nazgûl Morgomir, trolls, orques, hommes des collines et spectres, et ses adversaires humains.

### Première mission — La fondation d'Angmar (1300 T.A.)
Le roi sorcier parvient, secondé par le Nazgûl Morgomir, à un royaume peuplé de trolls des montagnes et de Númenóréens noirs, au nord-est de l'Eriador. Franchissant la frontière des Monts Brumeux, au sud de ce royaume, il pénètre ces terres et décide de s'y faire reconnaître comme seigneur et maître. Il se lie à Rogash, un troll des montagnes, qu'il secoure en échange de quoi, ce dernier doit l'aider à conquérir ce territoire.
La mission consiste à détruire trois forteresses númenóréennes et à bâtir à des places fortes du Roi-Sorcier d'Angmar. Pour cela, différents groupes de trolls ou de loups se joignent à l'armée du Roi-Sorcier.

### Seconde mission — La conquête duRhudaur
Parvenu à ses fins et à la création du Royaume d'Angmar, le Roi-Sorcier décide de la conquête du Rhudaur, royaume voisin et partie orientale de l'Arnor où vivent des hommes des collines. Le Roi-Sorcier décide de rallier à sa cause ces guerriers et leur chef, Hwaldar, prisonnier des hommes du Royaume d'Arnor, depuis que l'Arthedain a souhaité refonder le royaume d'Arnor, sous le règne d'Argeleb.
La mission consiste en l'anéantissement du camp où est retenu Hwaldar et à assiéger deux des forteresses situées à l'ouest du Rhudaur, au-delà du fleuve. Certains groupes d'hommes des collines se rallient à la cause du Roi-Sorcier, mais la destruction des deux forteresses n'est pas aisée puisque protégées par des armées conséquentes et armées de trébuchets.
Le roi Argeleb arrivera ensuite à la tête d'une petite armée qu'il faudra vaincre (le roi devra être lui aussi tué).

### Troisième mission —Amon Sûl
Le Roi-Sorcier continue son expansion sur les terres d'Arnor par le siège de la Tour d'Amon Sûl, au sein de laquelle est caché un palantír. La cité est protégée par sept mellyrn que les hommes d'Arnor utilisent pour se défendre et que le Roi-Sorcier souhaite voir détruits. La ville est entourée d'une muraille qui protège deux avant-postes à l'ouest et à l'est. Au sud, une colline s'élève, rempart naturel à des possibles constructions.
La cinématique de fin de mission qui montre la destruction de la Tour d'Amon Sûl explique qu'Arveleg, roi d'Arthedain a réussi à fuir la cité et à emporter le palantír vers Fornost. Le Roi-Sorcier envoie alors Morgomir à la poursuite d'Arveleg avec pour mission de rattraper ce dernier avant qu'il n'atteigne Fornost.

### Quatrième mission — L'Œil du Seigneur des Ténèbres
Morgomir parvient à rejoindre Arveleg dans les Hauts du Nord, mais au dernier instant, ce dernier brise le palantír en sept éclats, éparpillés sur la carte. La forteresse d'Arnor, proche, se met en quête de ces éclats, nécessaire à l'utilisation des pouvoirs du bien comme du mal.
En fin de mission, le Roi-Sorcier explique que les sept éclats du palantír brisé sont encore plus puissants que la pierre de vision en elle-même.

### Cinquième mission — LesHauts des Galgals
Le Roi-Sorcier poursuit ses conquêtes par le royaume du Cardolan, allié de l'Arthedain. Il souhaite attirer son prince dans un piège en positionnant ses armées sur le point stratégique des Hauts des Galgals, région des tombeaux des anciens rois d'Arnor.
La bataille présente est décisive, car si elle ne met d'abord en jeu que quelques unités sur des points précis - notamment des archers Dúnedain, gardiens des lieux -, elle se clôt par un affrontement entre le Roi-Sorcier et l'armée venue d'Amon Sûl et le roi de Cardolan et sa cavalerie.

### Sixième mission — Carn Dûm
Aux instants de la victoire dans les Hauts des Galgals, une coalition des Elfes et des Hommes fait le siège de Carn Dûm, dans le royaume d'Angmar. Composée de trois niveaux, la forteresse contient les fragments du palantír d'Amon Sûl, pris dans les Hauts du Nord. La défense de la cité nécessite de faire appel aux armées de Morgomir et Rogash et de fortifier les niveaux inférieurs, constamment assaillis par des armes de siège.
Plusieurs vagues d'assaut successives attaquent la forteresse, jusqu'à la venue de Glorfindel, à la tête d'une armée elfe, et des héros du mal, Morgomir et Rogash, au devant de hordes de trolls et de géants.

### Septième mission — Porteur de fléau
Souhaitant briser le moral des derniers combattants d'Arnor, le Roi-Sorcier commande l'invasion des Hauts des Galgals, perdus pendant la défense de Carn Dum, et la corruption des âmes des anciens rois qui y reposent. Hwaldar, Morgomir et Rogash accompagnent des nécromanciens, chargés de corrompre mille âmes.
Les plans du Roi-Sorcier sont contrecarrés par le Capitaine Carthaen, chargé de la défense de la région. Au dernier instant de la bataille, avant le lever du jour, une cinématique montre Carthaen, acculé, et le coup fatal que lui porte Morgomir avec une lame de Morgul. Son corps brisé, son âme revient aux côtés du Roi-Sorcier sous le nom de Karsh.

### Huitième mission —Fornost(1974 T.A.)
Décidé à en finir avec le royaume d'Arnor et les héritiers d'Isildur et d'Anárion, le Roi-Sorcier ordonne le siège de Fornost, capitale de l'Arthedain, gouvernée, alors, par Arvedui. La cité est découpée en trois espaces : à l'est, des casernes et l'emplacement du futur Marteau de la Terre, à l'ouest, des écuries et ateliers de siège, et au centre, la ville avec ses habitations et le bâtiment principal, entouré de tours et protégés par de nombreuses unités.
L'ensemble des remparts est défendu par des catapultes et des archers à l'exception de deux poternes, aux extrémités est et ouest de la ville, qui permettent aux trébuchets de parvenir à la plaine et aux constructions adverses. La ville est défendue par des Dúnedain, des Hobbits - le souverain d'Arthedain est également souverain des Hobbits - et des hommes d'Arthedain.
La cinématique de fin de mission montre la victoire du Roi-Sorcier, secondé de ses lieutenants : Morgomir, Rogash et Karsh. La ville est en flammes et la victoire du mal sur le royaume d'Arnor est complète.

### Épilogue
Au cours de l'épilogue, le joueur incarne les armées du bien, menées par Elrond, Glorfindel, pour les Elfes, et Eärnur, pour les Hommes du Gondor. La défaite de l'Arthedain a, en effet, permis de sceller une alliance entre les Elfes et les Hommes qui ont repris les royaumes d'Arthedain et la forteresse de Fornost en l'an 1975 du Troisième Âge. Contrairement aux écrits de Tolkien, Glorfindel ne retient nullement Eärnur dans sa poursuite du Roi-Sorcier et l'accompagne même au sein des terres d'Angmar.
Le dernier bastion du Roi-Sorcier est protégé de trois cordons, formés par ses lieutenants. Après avoir vaincu successivement les trois héros adverses et rendu sa liberté à l'âme tourmentée de Carthaen, un passage s'ouvre à travers les collines vers le repère du Roi-Sorcier. Les derniers remparts affaissés et le Roi-Sorcier vaincu, une cinématique explique que ce dernier s'en est retourné auprès de son maître, Sauron, car un mal plus grand encore patiente en Mordor.

### Héros du mal de la campagne
- Roi-Sorcier d'Angmar : Nazgûl à cheval, il peut renverser les unités adverses et faire fuir ses ennemis. Il est muni d'un fléau d'armes. Il a comme particularité de frapper sans différence ennemis et alliés.
- Morgomir : Nazgûl et lieutenant de Carn Dûm, Morgomir est le bras-droit du Roi-Sorcier d'Angmar. Il serait un des trois Nazgûls, anciens rois númenóréens. Il est le commandant des Númenóréens Noirs d'Angmar. Il s'apparente plus à un stratège qu'à un guerrier, conseiller du Roi-Sorcier dans le choix de ses lieutenants, instigateur de la profanation des Hauts des Galgals. Il choisit de briser l'esprit du Capitaine Carthaen et d'en faire un spectre, conscient de la force de son adversaire. À l'heure de la percée d'Angmar de Glorfindel et d'Eärnur, il est blessé à la main et se réfugie en Mordor avec Sauron.
- Rogash : Troll des montagnes, il peut sauter au milieu de ses adverses (dégâts de zone), entrer en "rage" (plus puissant) et contrôler des trolls ennemis. Il est muni d'une longue épée.
- Hwaldar : Chef de nombreuses tribus d'Hommes des collines, opposés aux Dúnedains de Rhudaur, l’un des trois anciens royaumes d’Arnor. Comme Rhudaur était secrètement de connivence avec le Roi-Sorcier d’Angmar, Hwaldar ouvrit la voie à l’invasion d’Angmar, dans l’intention de s'échapper car il avait été capturé par les soldats d’Arthedain qui l'avaient fait prisonnier. Il portait le surnom de « Brigand ». La deuxième mission du jeu consiste à le libérer avec les forces d'Angmar qui l'utilisent comme allié avec ses troupes pour la conquête de Rudhaur. Il ne réapparaît pas dans les missions suivantes, car les évènements du jeu se déroulant sur plusieurs centaines d'année, sa condition d'homme mortel, fait qu'il est mort de vieillesse depuis longtemps, il n'est pas explicitement dit si le Roi-Sorcier le fait revenir à ses côtés sous forme de Nazgûl pendant la Guerre de l'Anneau, comme cela semble être le cas pour Karsh.
- Carthaen : Rescapé de la première bataille du Haut des Galgals où a péri le dernier roi de Cardolan, Carthaen se joint à l'armée d'Arthedain qui reprend cette région symbolique. Au cours de la seconde bataille du Haut des Galgals, accompagné d'archers Dúnedain, le Capitaine de Cardolan tente d'empêcher la profanation de ces lieux de paix mais doit se replier sur la Colline des Rois. Il y affronte le Nazgûl Morgomir qui le vainc une première fois et le force à abandonner la Colline. Désespéré, il mène la cavalerie dans une charge contre les légions de Morgomir pour reprendre le sommet de la Colline. Cette tentative est un échec et Carthaen, acculé, est frappé à mort par Morgomir. Son corps est détruit mais son âme renaît à travers le spectre Karsh, vassal du Roi-Sorcier d'Angmar. Dépêché en Arthedain pour y semer la terreur parmi ses anciens alliés, Karsh seconde le Roi-Sorcier d'Angmar dans le siège de Fornost en 1974 T.A. et participe à la destruction de la ville. Son esprit est apaisé par Elrond et Eänur, après la défaite du Roi-Sorcier d'Angmar, mais il continue d'errer dans les terres glaciales d'Angmar. Pendant la Guerre de l'Anneau, le Roi-Sorcier aurait fait appel à lui pour poursuivre plusieurs Hobbits, possibles détenteurs de l'Anneau unique.

## Nouveaux Héros disponibles

### Mordor
- Gothmog : Tel qu'il apparait dans l'adaptation de Peter Jackson.
- Morgomir et Khamûl sous la forme de Nazgûl sur leurs créatures ailées.

### Gobelins
- Azog : Orque non adapté à celle de Peter Jackson.

### Nains
- Le roi Brand de Dale : Pouvant échanger entre son arc et son épée.

Aucuns héros elfes et hommes n'ont été ajoutés.
Pour toutes les factions, il y a de nouvelles unités :
- Les Soldats Noldor et les Chevaliers archers du Lindon pour les Elfes.
- Les Wargs et les Berserkers pour l'Isengard.
- Les Orcs Noirs et les Piquiers Haradrim pour le Mordor.
- Les piquiers du Rohan et les Chevaliers de Dol Amroth pour les Hommes de l'Ouest.
- Les couvées de Drake et les semis-trolls épéistes pour les Gobelins.
- Les zélotes pour les Nains.

## Accueil
| L'Avènement du Roi-Sorcier |      |       |
| Média                      | Pays | Notes |
| GameSpot                   | US   | 73 %  |
| Jeuxvideo.com              | FR   | 14/20 |
| Joystick                   | FR   | 7/10  |